# Guerra anglo-española (1727-1729)
La guerra anglo-española de 1727-1729 consistió en un fallido intento británico de atacar y capturar Portobelo y un igualmente fallido intento español de recuperar Gibraltar. Con el tiempo, terminó con un retorno al statu quo ante bellum en virtud del Tratado de Sevilla.

## La declaración de guerra por Gran Bretaña
Tras conocerse la firma del Tratado de Viena del 30 de abril de 1725 entre los representantes de Felipe V de España y de Carlos VI del Sacro Imperio Romano Germánico, las monarquías de Gran Bretaña y de Francia lo vieron como amenaza al statu quo establecido en la Paz de Utrecht y el 3 de septiembre firmaron junto con el Reino de Prusia el Tratado de Hannover para «mantener a los Estados firmantes en los países y ciudades dentro y fuera de Europa que actualmente poseyeran». A la «Alianza de Hannover» se adhirieron posteriormente las Provincias Unidas, el Reino de Dinamarca y el Reino de Suecia, aunque Prusia finalmente lo abandonó. Felipe V destituyó a Juan Guillermo Ripperdá, quien había negociado en Viena el tratado en nombre suyo, cuando supo que el emperador no daría finalmente su consentimiento al matrimonio de sus dos hijas con los infantes españoles Carlos y Felipe —en realidad hacía tiempo que estaba concertado el matrimonio de María Teresa con el joven duque Francisco Esteban de Lorena, boda que se celebró en 1736—, y que tampoco estaba dispuesto a entrar en conflicto con Gran Bretaña por lo que no apoyaría a Felipe V si este intentaba recuperar Gibraltar o Menorca. En contrapartida las concesiones comerciales prometidas por Felipe V a la Compañía de Ostende nunca se materializaron y acabó disolviéndose en 1731 por la presión británica.
Para obligar a que Felipe V desistiera de su proyecto revisionista de lo pactado en Utrecht, Gran Bretaña desplegó su flota por el Mediterráneo y el Atlántico, capturando barcos españoles sin que hubiera habido una declaración de guerra. Como las reclamaciones ante el gobierno de Londres por los apresamientos por barcos británicos, a los que la corte de Madrid consideraba piratas, no surtieron ningún efecto, el nuevo grupo de consejeros que había sustituido a Ripperdá apoyaron la decisión de Felipe V de conquistar Gibraltar. Así en enero de 1727 el embajador español ante la corte de Jorge I de Gran Bretaña presentó un escrito en que consideraba sin valor el artículo 10 del Tratado de Utrecht por el que se cedía Gibraltar, alegando los incumplimientos del mismo por parte de Gran Bretaña —había ocupado tierras en el istmo, no había garantizado el mantenimiento del catolicismo y había permitido la presencia de judíos y musulmanes—. El asunto fue llevado al parlamento por el primer ministro Robert Walpole y allí se comprometió a que nunca se entregaría Gibraltar sin el consentimiento expreso del mismo. La votación final celebrada el 17 de enero de 1727 en la que el parlamento ratificó la soberanía británica sobre Gibraltar supuso la declaración de guerra a la Monarquía de España.

## El bloqueo británico de Portobelo y el asedio español de Gibraltar

Coaliciones en Europa entre 1725 y 1730. Los firmantes del Tratado de Viena de abril de 1725 en azul y los firmantes del Tratado de Hannover de septiembre de 1725 en rojo. Prusia, en marrón, al principio se unió a la Alianza de Hanover, pero después cambió de bando tras el Tratado de Berlín de diciembre de 1728

Gran Bretaña había tratado de usar su poder naval a principios de la controversia, por el bloqueo de Portobelo, en Panamá, pero el intento resultó un desastre, en el que se perdieron 4000 hombres, principalmente por las enfermedades. El objetivo principal del bloqueo fue evitar que los galeones españoles pusieran rumbo a la metrópoli, pero no se consiguió y la flota se retiró finalmente.
El 11 de febrero de 1727 un ejército español, bajo el mando del marqués de las Torres y la supervisión del jefe de ingenieros del Real Cuerpo de Ingenieros, el marqués de Verboom, puso sitio a la plaza (se trataba del primer asedio tras la firma del Tratado de Utrecht). Dependiendo de las fuentes, las tropas españolas fueron entre 12 000 y 25 000. Los defensores británicos eran 1500 al principio del asedio, pero aumentaron hasta alrededor de 5000 gracias a los refuerzos traídos por mar por la flota al mando de Charles Wager. Tras un asedio de cuatro meses con varios intentos infructuosos y costosos, las tropas españolas desistieron y se retiraron el 12 de junio. Habían perdido más de 1400 hombres, mientras que los británicos habían sufrido 300 bajas.
El segundo sitio a Gibraltar —el primer intento de recuperar el Peñón tuvo lugar en 1705— no tuvo éxito debido a la superioridad de la flota británica que defendía el Peñón, que impidió que la infantería pudiera lanzarse al asalto después de que la artillería hubiera bombardeado las fortificaciones británicas. «España volvía a comprobar que la Roca, desde tierra, era casi inexpugnable mientras pudiese contar con el apoyo de una flota que llevase tropas de refresco y provisiones», afirman Rosa Mª Capel y José Cepeda.

## Campaña Canal de la Mancha 1727
Durante la guerra, Rodrigo de Torres recibió la orden de cruzar por el canal de la Mancha con una escuadra formada por cuatro navíos y tres fragatas. Zarpó de la bahía de Cádiz el 16 de junio y lo alcanzó unos días más tarde. En sus navegaciones sus navíos capturaron cinco buques mercantes británicos, lo que compensó los gastos del envío de la escuadra; los sucesos alarmaron a la Marina Real británica y su Almirantazgo ordenó que se hicieran a la mar varias escuadras en búsqueda de la enemiga, pero no la encontraron. La de De Torres consiguió burlarlas y regresó con todos sus buques a finales del mismo mes a la bahía de Cádiz.

## Los acuerdos de paz
En junio de 1727 se llegó a un armisticio pero hasta marzo de 1728 Felipe V —presionado por el rey de Francia, el emperador y el papa para que pusiera fin al conflicto con Gran Bretaña y al que prometieron celebrar el Congreso de Soissons— no volvió a reconocer la validez del artículo 10 del Tratado de Utrecht en la llamada Acta de El Pardo, en un momento de agravamiento de su enfermedad mental.
El Congreso de Soissons no dio ningún resultado, pero sí lo tuvieron las negociaciones «a tres bandas» entre las monarquías de España, Gran Bretaña y Francia, que culminaron con la firma del Tratado de Sevilla del 9 de noviembre de 1729. En ese tratado Felipe V obtuvo por fin lo que venían anhelando él y su esposa Isabel Farnesio desde 1715, que su hijo primogénito el infante Carlos ocupara el trono del Ducado de Parma y del Ducado de Toscana —lo que fue reconocido también por el emperador en otro tratado firmado después—. «Lo que resulta llamativo es que en agosto de 1731 una flota británica llegó a Cádiz para acompañar a don Carlos a su destino».
Sin embargo, quedaron pendientes algunas cuestiones por resolver entre ambos estados, por lo que una década más tarde estalló la llamada Guerra del Asiento. A resultas del conflicto, Gran Bretaña estableció una fuerte alianza con Austria, que se prolongó hasta 1756.